# Фелинин
Фелинин — серосодержащая α-аминокислота (S-производное цистеина), содержащаяся в моче ряда видов семейства кошачьих. Бесцветные кристаллы, в чистом виде без запаха, при хранении вследствие разложения приобретают характерный «кошачий» запах.
Фелинин является предшественником 3-меркапто-3-метилбутан-1-ола и его производных, обуславливающих запах мочи котов и являющихся действующими веществами запаховых меток ряда представителей кошачьих — домашних кошек, оцелотов и рысей и некоторых других видов.
Начальные стадии биосинтеза фелинина в настоящее время (2011 г.) не выяснены, предполагается, что предшественником фелинина является обнаруженный в крови кошачьих 3-метилбутанолглутатион, образующийся под действием глутатион-S-трансфераз из глутатиона и изопентенилпирофосфата. В свою очередь, в почках под действием γ-глутамилтрансферазы от 3-метилбутанолглутатиона отщепляется остаток глутаминовой кислоты с образованием 3-метилбутанолцистеилглицина.
3-Метилбутанолцистеилглицин является непосредственным предшественником фелинина: большая часть его превращается в фелинин под действием специфичного для кошачьих фермента — пептидазы кауксина, в норме экскретирующегося в мочу; некоторая часть 3-метилбутанолцистеилглицина расщепляется в почках под действием почечной дипептидазы.
Фелинин, не имеющий запаха, расщепляется, в основном, с образованием летучего 3-меркапто-3-метилбутан-1-ола, обуславливающего запах кошачьей мочи и являющимся активным веществом кошачьих запаховых меток:
| Chemical structure of felinine | →                            |
| Фелинин                        | 3-Меркапто-3-метилбутан-1-ол |